# Javier Velaza Frías
Javier Velaza Frías (Castejón, Navarra, 1963) és un filòleg clàssic, poeta i escriptor espanyol.
Es va doctorar en Filologia Clàssica a la UAB l'any 1990 i l'any 1991 va traslladar-se a la Universitat de Barcelona, on és catedràtic de Filologia Llatina. Des de 2017 és Degà de la Facultat de Filologia i Comunicació de la Universitat de Barcelona.
És especialista en epigrafia romana, llengües paleohispàniques, literatura clàssica i transmissió de textos, entre d'altres temes. Ha publicat vint llibres i més de dos-cents articles en editorials i revistes internacionals. Ha dirigit diversos projectes de recerca i xarxes d'equips i ha organitzat congressos i reunions científiques internacionals. Forma part del gremi d'editors del Corpus Inscriptionum Latinarum II² i és redactor dels Monumenta Linguarum Hispanicarum. És investigador principal del Grup de recerca Littera (Laboratori per a la recerca i tractament de textos epigràfics romans i antics) i investigador del projecte Hesperia. En 2003 va rebre la Distinció de Recerca de la Generalitat de Catalunya i des de 2014 és membre corresponent de l'Institut Arqueològic Alemany. En 2023 va rebre el premi Archiletras de recerca.
Com a poeta ha publicat Mal de amores y latines (Premi Àngel Urrutia, Pamplona 1996), De un dios bisoño (Premio José Hierro, San Sebastián de los Reyes 1998), Los arrancados (Lumen, Barcelona 2002) i Enveses (Premio Valencia, Hiperión, Madrid 2018).
Col·labora habitualment com a crític literari i de música clàssica i òpera en diversos mitjans de comunicació.